# Wegweiser (Quellendorf, Siedlung)

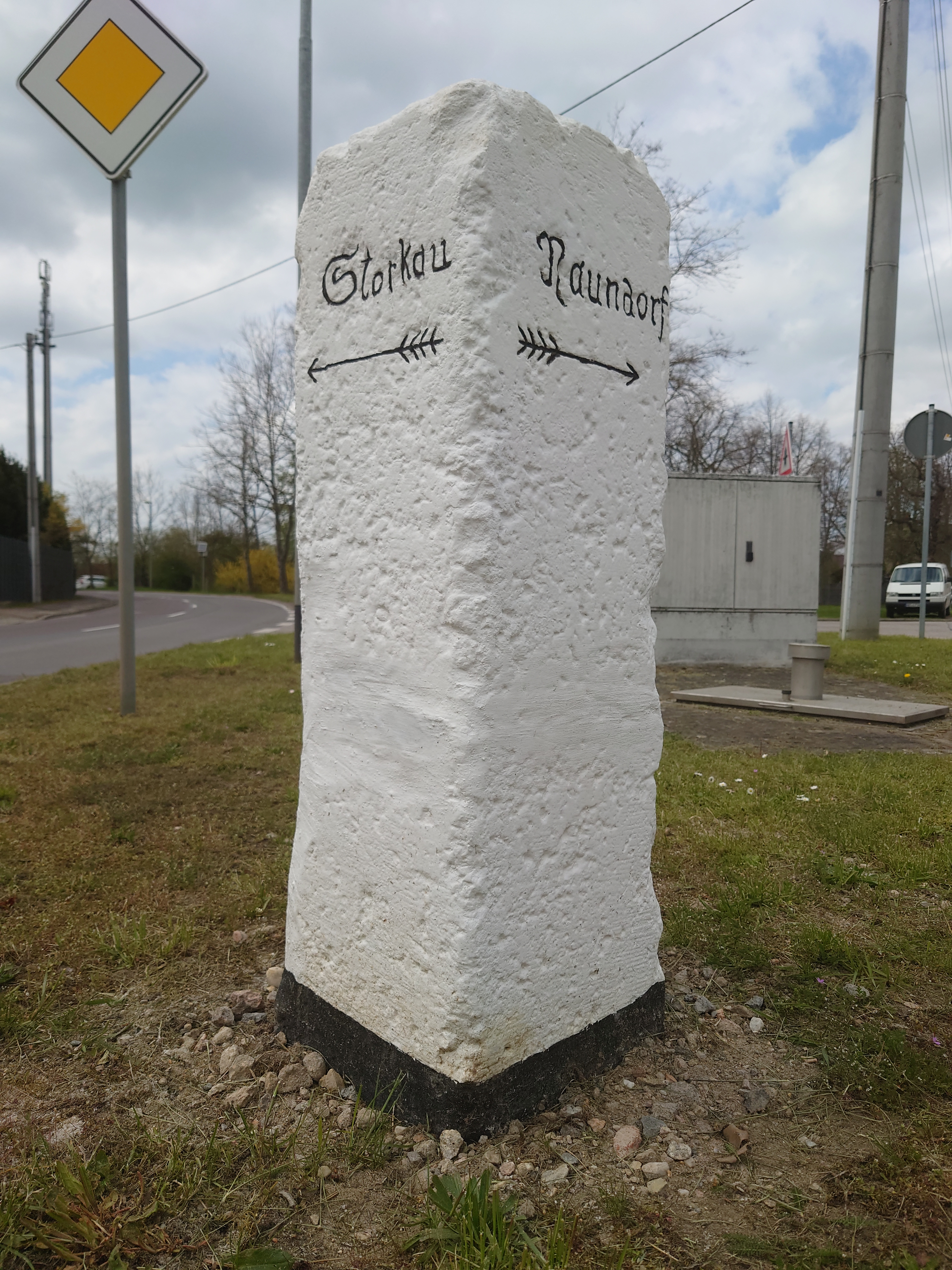
Wegweiser in der Siedlung in Quellendorf

Der Wegweiser an der Siedlung in Quellendorf ist ein Kleindenkmal in der Stadt Südliches Anhalt im Landkreis Anhalt-Bitterfeld in Sachsen-Anhalt.
Im Westen von Quellendorf stehen nahe beieinander zwei anhaltische Wegweisersteine an der Landesstraße 136, die hier „Köthener Straße“ heißt. Diese Straße von Köthen über Storkau nach Quellendorf wurde vor dem Jahr 1833 als Kunststraße erbaut und war – abschnittsweise wechselnd – mit Pappeln und Obstbäumen bepflanzt. Wann sie Wegweisersteine erhielt, ist nicht bekannt. Die drei Meilensteine, die sich im südlichen und westlichen Umfeld des Ortes befanden, stammten aus den 1850er Jahren, gehörten aber zur Verbindung von Dessau nach Quellendorf, die sich hier dann in drei Richtungen aufteilte, von denen eine die nach Köthen war. Damit hatte man den ehemaligen Anfangspunkt Köthen degradiert, der durch die Vereinigung von Anhalt-Köthen mit Anhalt-Dessau nicht mehr die Hauptstadt war, und aus der Ost-West-Verbindung Köthens eine Abzweigung der Nord-Süd-Verbindung Dessaus gemacht, wie bis vor wenigen Jahrzehnten der anhaltische Meilenstein westlich bei Quellendorf belegte, der die Inschrift II Meilen von Dessau trug.
Während der Wegweiserstein im Südwesten von Quellendorf die abzweigende Straße nach Storkau bzw. Köthen markierte, findet sich an der Abgabelung der heute „Siedlung“ genannten Straße nach Naundorf ein Wegweiserstein, der die Hauptrichtung (Storkau) von der abzweigenden Straße (Naundorf) unterscheidet. Wie bei den meisten Wegweisersteinen der Gegend markieren lediglich Pfeile die Richtung, d. h. auf eine Entfernungsangabe wurde verzichtet und somit handelt es sich um keinen klassischen Distanzstein. Der unter Denkmalschutz stehende Wegweiserstein ist daher im Denkmalverzeichnis als Baudenkmal und Wegweiser mit der Erfassungsnummer 094 70870 eingetragen.